# Wilford Brimley
Wilford Brimley (Salt Lake City, Utah, 27 de septiembre de 1934-St. George, Utah, 1 de agosto de 2020) fue un actor estadounidense. Apareció en películas como El síndrome de China, The Thing y Cocoon y en comerciales de televisión, incluyendo anuncios para Quaker Oats y Liberty Medical.

## Biografía
Brimley nació en Salt Lake City (Utah), donde su padre trabajaba como corredor inmueble.
Diagnosticado con diabetes en 1979, Brimley comenzó a trabajar para aumentar la conciencia de la enfermedad. La American Diabetes Association (ADA) honró a Brimley en 2008 con un premio para reconocer su vida de servicio a esta causa. Brimley ha participado activamente visitando los hospitales y comunidades de la Veterans Administration para aconsejar a los pacientes sobre cómo manejar sus enfermedades. La ADA presentó el premio al actor en las oficinas centrales en Port St. Lucie de Liberty Medical el 19 de diciembre de 2008.

## Carrera
Antes de su carrera como actor, Brimley trabajó como peón de campo, vaquero, herrero y guardaespaldas para el millonario empresario Howard Hughes (1905-1976). Luego comenzó a herrar caballos para el cine y la televisión. Él inició la actuación en los años sesenta como extra en wésterns y como doble a instancias de su amigo, el actor Robert Duvall.
Brimley se hizo famoso más tarde en la vida por aparecer en películas tales como Hotel New Hampshire, The Thing de John Carpenter, y Cocoon. En 2001, actuó en la película de Turner Network Television Crossfire Trail con Tom Selleck. Tuvo un papel importante en El síndrome de China. A menudo interpreta a un hombre rudo o pesado de edad, en particular en la serie dramática de los ochenta Nuestra casa. Su primera caracterización fue en Absence of Malice, en la que interpretó un papel pequeño pero clave como James A. Wells. Se amplió en esta caracterización en El mejor, como el cansado entrenador de un desafortunado equipo de béisbol. Interpretó a Noa en la película para TV de 1985 Ewoks: The Battle for Endor, de George Lucas.
Brimley participó en la película de 1983 Tender Mercies debido a la insistencia de su buen amigo Robert Duvall, que no se llevaba bien con el director Bruce Beresford y quería a «alguien aquí que esté de mi lado, alguien que me pueda identificar». Beresford sentía que Brimley era demasiado viejo para el papel, pero finalmente accedió al reparto. Brimley, como Duvall, se enfrentaron con el director, durante un caso en el que Beresford trató de asesorar a Brimley sobre cómo podría comportarse Harry.
En un cambio de papel de «buen muchacho» como el de Nuestra casa, interpretó a William Devasher en la película de Tom Cruise The Firm (1993), basada en la novela de John Grisham. Brimley ha aparecido frecuentemente en comerciales de televisión, notablemente en una serie de comerciales que hizo para la avena Quaker Oats durante los años ochenta y noventa. Los comerciales de Quaker eran famosos por su lema «Es lo correcto, y la sabrosa manera de hacerlo».

## Filmografía
| Año  | Película                            | Papel                              | Notas                                        |
| ---- | ----------------------------------- | ---------------------------------- | -------------------------------------------- |
| 1968 | Bandolero!                          | Trucos (no acreditado)             |                                              |
| 1969 | True Grit                           | Escenas peligrosas (no acreditado) |                                              |
| 1971 | Lawman                              | Escenas peligrosas (no acreditado) |                                              |
| 1976 | The Oregon Trail                    | Ludlow                             | Telefilme                                    |
| 1977 | The Oregon Trail                    | Papel sin nombre                   | Episodio: «Hard Ride Home and the Last Game» |
| 1979 | El síndrome de China                | Ted Spindler                       |                                              |
| 1979 | The Electric Horseman               | Granjero                           |                                              |
| 1980 | Brubaker                            | Rogers                             |                                              |
| 1980 | Borderline                          | Scooter Jackson                    |                                              |
| 1981 | Absence of Malice                   | James A. Wells                     |                                              |
| 1982 | Death Valley                        | El sheriff                         |                                              |
| 1982 | The Thing                           | Dr. Blair                          |                                              |
| 1983 | Tender Mercies                      | Harry                              |                                              |
| 1983 | 10 to Midnight                      | Capitán Maline                     |                                              |
| 1983 | High Road to China                  | Bradley Tozer                      |                                              |
| 1983 | Tough Enough                        | Bill Long                          |                                              |
| 1984 | Harry & Son                         | Tom Keach                          |                                              |
| 1984 | Ewoks: The Battle for Endor         | Noa Briqualon                      |                                              |
| 1984 | The Hotel New Hampshire             | Iowa Bob                           |                                              |
| 1984 | The Stone Boy                       | George Jansen                      |                                              |
| 1984 | El mejor                            | Pop Fisher                         |                                              |
| 1984 | Country                             | Otis                               |                                              |
| 1984 | Terror in the Aisles                |                                    | Imágenes de archivo                          |
| 1985 | Cocoon                              | Benjamin Luckett                   |                                              |
| 1985 | Remo Williams: The Adventure Begins | Harold Smith                       |                                              |
| 1985 | Shadows on the Wall                 | Dueño del cine                     |                                              |
| 1985 | Murder in Space                     | Dr. Andrew McAllister              |                                              |
| 1986 | Jackals                             | Sheriff Mitchell                   |                                              |
| 1987 | End of the Line                     | Will Haney                         |                                              |
| 1988 | Cocoon: The Return                  | Benjamin Luckett                   |                                              |
| 1989 | Eternity                            | King/Eric                          |                                              |
| 1993 | The Firm                            | William Devasher                   |                                              |
| 1993 | Hard Target                         | Tío Douvee                         |                                              |
| 1994 | Heaven Sent                         | Guardia de seguridad               |                                              |
| 1995 | Mutant Species                      | Devro                              |                                              |
| 1995 | Last of the Dogmen                  | Narrador (no acreditado)           |                                              |
| 1996 | My Fellow Americans                 | Joe Hollis                         |                                              |
| 1997 | In & Out                            | Frank Brackett                     |                                              |
| 1997 | Lunker Lake                         | El narrador                        |                                              |
| 1998 | A Place to Grow                     | Jake                               |                                              |
| 1998 | Progeny                             | Dr. David Wetherly                 |                                              |
| 1998 | Chapter Perfect                     | Jefe Hawkins                       |                                              |
| 1998 | All My Friends Are Cowboys          | Charlie                            |                                              |
| 1998 | Summer of the Monkeys               | Abuelo Sam Ferrans                 |                                              |
| 2000 | Comanche                            |                                    |                                              |
| 2001 | PC and the Web                      |                                    |                                              |
| 2001 | Brigham City                        | Stu                                |                                              |
| 2001 | The Ballad of Lucy Whipple          | Diputado sheriff Ambrose Scraggs   |                                              |
| 2001 | Crossfire Trail                     | Joe Gill                           |                                              |
| 2002 | Resurrection Mary                   | Morty                              |                                              |
| 2002 | The Round and Round                 | Gobernador                         |                                              |
| 2003 | The Road Home                       | Entrenador Weaver                  |                                              |
| 2009 | The Path of the Wind                | Harry Caldwell                     | Completada (a ser liberada)                  |